# Kocbeře
Kocbeře település Csehországban, Trutnovi járásban. Kocbeře Vítězná, Hajnice, Dvůr Králové nad Labem, Choustníkovo Hradiště és Kohoutov településekkel határos. Lakosainak száma 525 fő (2024. január 1.).

## Népesség
A település lakosságának változását az alábbi diagram mutatja:
| Lakosok száma | 1099 | 1112 | 881  | 728  | 568  | 525  | 513  | 508  | 500  | 525  |
|               | 1869 | 1900 | 1921 | 1961 | 1980 | 2011 | 2016 | 2019 | 2021 | 2024 |